# عبدالواحد نظری
عبدالواحد نظری (پشتو: عبدالواحد نظري؛ زاده ۲۵ فوریهٔ ۱۹۵۳) یک کارگردان، فیلم‌نامه‌نویس، و تهیه‌کننده است.